# Prix du Gouverneur général : théâtre de langue française
Le prix du Gouverneur général : théâtre de langue française est l'un des plus prestigieux prix dramatique au Canada. Ce prix fut décerné pour la première fois en 1981, quand la catégorie poésie ou théâtre de langue française fut scindée en deux.
Voici la liste des lauréats du prix du Gouverneur général dans la catégorie théâtre de langue française :

## Liste des lauréats
- 1981 - Marie Laberge, C'était avant la guerre à l'anse à Gilles
- 1982 - Réjean Ducharme, Ha ha! …
- 1983 - René Gingras, Syncope
- 1984 - René-Daniel Dubois, Ne blâmez jamais les Bédouins
- 1985 - Maryse Pelletier, Duo pour voix obstinées
- 1986 - Anne Legault, La Visite des sauvages
- 1987 - Jeanne-Mance Delisle, Un oiseau vivant dans la gueule
- 1988 - Jean-Marc Dalpé, Le Chien
- 1989 - Michel Garneau, Mademoiselle Rouge
- 1990 - Jovette Marchessault, Le Voyage magnifique d'Emily Carr
- 1991 - Gilbert Dupuis, Mon oncle Marcel qui vague vague près du métro Berri
- 1992 - Louis-Dominique Lavigne, Les Petits Orteils
- 1993 - Daniel Danis, Celle-là
- 1994 - Michel Ouellette, French Town
- 1995 - Carole Fréchette, Les Quatre Morts de Marie
- 1996 - Normand Chaurette, Le Passage de l'Indiana
- 1997 - Yvan Bienvenue, Dits et Inédits
- 1998 - François Archambault, 15 secondes
- 1999 - Jean-Marc Dalpé, Il n'y a que l'amour
- 2000 - Wajdi Mouawad, Littoral
- 2001 - Normand Chaurette, Le Petit Köchel
- 2002 - Daniel Danis, Le Langue-à-Langue des chiens de roche
- 2003 - Jean-Rock Gaudreault, Deux pas vers les étoiles
- 2004 - Emma Haché, L'Intimité
- 2005 - Geneviève Billette, Le Pays des genoux
- 2006 - Evelyne de la Chenelière, Désordre public
- 2007 - Daniel Danis, Le Chant du Dire-Dire
- 2008 - Jennifer Tremblay, La Liste
- 2009 - Suzanne Lebeau, Le Bruit des os qui craquent
- 2010 - David Paquet, Porc-épic
- 2011 - Normand Chaurette, Ce qui meurt en dernier
- 2012 - Geneviève Billette, Contre le temps
- 2013 - Fanny Britt, Bienveillance
- 2014 - Carole Fréchette, Small Talk
- 2015 - Fabien Cloutier, Pour réussir un poulet
- 2016 - Wajdi Mouawad, Inflammation du verbe vivre
- 2017 - Sébastien David, Dimanche Napalm
- 2018 - Anne-Marie Olivier, Venir au monde
- 2019 - Mishka Lavigne, Havre
- 2020 - Martin Bellemare, Cœur minéral
- 2021 - Mishka Lavigne, Copeaux[1]
- 2022 - David Paquet, Le Poids des fourmis[2]
- 2023 - Mathieu Gosselin, Gros gars[3]